# Adesmia aconcaguensis
Adesmia aconcaguensis är en ärtväxtart som beskrevs av Arturo Erhardo Erardo Burkart. Adesmia aconcaguensis ingår i släktet Adesmia och familjen ärtväxter. Inga underarter finns listade i Catalogue of Life.